# Cory Rasmus
Pour l’article homonyme, voir Rasmus.
Cory Taylor Rasmus (né le 6 novembre 1987 à Columbus, Géorgie, États-Unis) est un lanceur de relève droitier des Ligues majeures de baseball jouant avec les Angels de Los Angeles.

## Carrière
Cory Rasmus est un choix de première ronde des Braves d'Atlanta en 2006. Il est le 38e joueur sélectionné par un club de la MLB cette année-là et est un choix obtenu par les Braves en compensation de la perte de l'agent libre Kyle Farnsworth.
Rasmus fait ses débuts dans le baseball majeur dans un match d'Atlanta face aux Twins du Minnesota le 22 mai 2013.
Le 29 juillet 2013, les Braves échangent Rasmus aux Angels de Los Angeles contre le releveur gaucher Scott Downs.
Rasmus s'impose avec une moyenne de points mérités de 2,57 en 56 manches lancées en relève pour les Angels en 2014, et il réussit 57 retraits au bâton au cours de 60 sorties. Il fait ensuite ses débuts en éliminatoires en n'accordant aucun point ni coup sûr, et un seul but-sur-balles, en deux manches et deux tiers lancées contre Kansas City en Série de divisions.

## Vie personnelle
Cory Rasmus est le jeune frère du joueur de baseball professionnel Colby Rasmus, né en 1986 et joueur des Ligues majeures depuis 2009. Ils ont deux autres frères, plus jeunes, qui pratiquent aussi le baseball : Casey Rasmus est un receveur qui joue depuis 2011 en ligues mineures dans l'organisation des Cardinals de Saint-Louis et Cyle Rasmus est un lanceur qui jouait en 2012 à l'Université Columbus State en Géorgie.